# Assignation sexuelle
 (mars 2025).
Motif : Voir la page de discussion de l'article.
L'assignation sexuelle est le fait d'attribuer un sexe à un nouveau-né, en fonction de la détermination biologique de son sexe, in utero ou à sa naissance. Elle se confond avec le genre assigné à la naissance. Elle peut être effectuée avant la naissance par un examen prénatal de discernement, soit par des mesures d'observation des organes sexuels, soit par un caryotype. L'acte est presque universellement considéré comme une observation ou une reconnaissance d'un aspect inhérent au bébé. 
Dans la majorité des naissances, un parent, une sage-femme, un infirmier ou un médecin examinent les organes génitaux quand le bébé arrive au monde et déterminent son sexe, sans considérer une éventuelle intersexuation de l'enfant.  
Dans les sociétés occidentales modernes, l'assignation sexuelle repose sur le postulat d'un dimorphisme clair entre sexe mâle et femelle, une norme construite historiquement, médicalement et juridiquement. Ce dimorphisme sexuel est lui-même le fruit de la bicatégorisation des individus en deux genres distincts (« homme » et « femme »). Les personnes intersexes (celles dont les caractéristiques sexuelles (chromosomes, gonades, organes génitaux), ne correspondent pas typiquement aux notions de mâle et femelle) peuvent subir des opérations chirurgicales peu après leur naissance, pour les faire correspondre à l'un des deux sexes. L'intersexuation est alors perçue comme une anomalie à corriger. Cette assignation sexuelle est également liées à l'hétérosexualité et à la reproduction : lorsqu’une personne intersexe est déclarée femme et opérée en ce sens, c'est dans l'objectif de lui donner un vagin destiné à la pénétration hétérosexuelle.  
Pour les personnes intersexes, une assignation sexuelle erronée peut être un facteur de complications médicales ou peut s'avérer ultérieurement incompatible avec l'identité de genre de l'enfant. Renforcer l'assignation sexuelle par des moyens chirurgicaux et hormonaux peut être perçu comme une mutilation et viole les droits de l'individu si ce n’est pas motivé par des raisons de santé,,. Ces interventions médicales sont critiquées par les organisations de défense des droits des personnes intersexes.
L'idée ou l'expression d'assignation sexuelle est réfutée par ceux qui considèrent que le sexe se déclare anatomiquement in utero, est clairement évident et reconnu à la naissance sauf en cas d'intersexuation. L'expression fait partie d'une liste de termes associés à l’identité de genre interdits par Donald Trump.

## Droit
Le discernement du sexe d'un enfant est le plus souvent considéré comme une observation ou la reconnaissance d'un aspect inhérent au nouveau-né. 
Juridiquement, a minima, le sexe — « critère d’identification corporel, matériel, visuel de la personne », même si « rien n’impose à quiconque de se conformer aux caractères traditionnels de son sexe » et qu'il « n’est pas un élément absolument nécessaire à la reconnaissance et donc à l’identification physique de la personne » — est « un élément d’identification de la personne et son attribution est obligatoire ».  
Le code civil suisse parle d'une « condition naturelle », au même titre que l'âge et la parenté,.  
Un rapport néerlandais sur l'enregistrement des genres indique que l'enregistrement du sexe a été introduit en 1811 aux Pays-Bas en tant que composante intrinsèque de l'enregistrement de la population. L'entrée en vigueur du code Napoléon cherchait notamment à éviter les fraudes permettant d'échapper à la conscription militaire. De nombreuses dispositions discriminatoires de la législation n'existent plus au XXIe siècle, mais certaines restent pour des raisons incluant « la rapidité des procédures d'identification ». 
Depuis 2013, l'Allemagne autorise à ne pas choisir entre sexe féminin ou masculin lorsque ces données sont ambigües. En Nouvelle-Zélande, qui s'est aligné sur l'une des normes de l'OMS, il existe trois catégories possibles, la troisième étant « un autre terme », tandis que l'Australie en répertorie quatre, la quatrième étant « sexe non binaire ».
Les critères d'assignation ont évolué au fil des décennies, comme la compréhension clinique des facteurs biologiques et des tests diagnostiques. Les techniques chirurgicales ont notamment changé.

## Histoire

### Avant les années 1950
L'assignation est presque entièrement basée sur l'apparence des organes génitaux externes. Des médecins ont reconnu que, dans certaines conditions, les caractères sexuels secondaires apparents pouvaient se développer en opposition au sexe de la personne. De plus, dans les conditions où le sexe gonadique ne correspond pas à celui des organes génitaux externes, leur capacité à comprendre et à diagnostiquer ces conditions dans l'enfance étaient trop faibles pour tenter de prédire le développement futur.

### Années 1950
Les endocrinologues développent une compréhension de base des principales conditions intersexuées telles que l'hyperplasie congénitale des surrénales (HCS), le syndrome d'insensibilité aux androgènes, et la dysgénésie gonadique (DG) mixte. La découverte de la cortisone a permis la survie des nourrissons souffrant de graves HCS pour la première fois. De nouveaux tests hormonaux et caryotypes permettent un diagnostic plus précis dans l'enfance et une meilleure prévision du développement futur.
L'assignation sexuelle est devenue davantage que la simple détermination du genre dans lequel on éduque l'enfant, car elle a commencé à inclure des traitements chirurgicaux. La cryptorchidie peut être récupérée. Un clitoris grandement élargi peut être réduit à une taille commune, mais les tentatives pour créer un pénis ont été infructueuses. Des médecins et des psychologues, dont John Money, croyaient que les enfants étaient plus susceptibles de développer une identité de genre qui correspondent au sexe dans lequel se faisait l'éducation que ce que pourraient déterminer les chromosomes, les gonades, ou les hormones. Le modèle médical résultant a été appelé « modèle optimal de genre ».
L'idée de voir le genre comme étant une construction purement sociale, et l'identité de genre comme étant le résultat de l'éducation (acquis) plutôt que de la nature (inné) se développent en particulier dans les groupes libéraux, progressistes et académiques de la société occidentale. L'objectif principal de l'assignation était de choisir le sexe qui conduirait le moins à des contradictions entre l'anatomie externe et le psychisme assigné (l'identité de genre). Cela a conduit à la recommandation selon laquelle tout enfant, sans un pénis ou avec un pénis trop petit pour pénétrer un vagin pourrait être élevé comme une fille, afin de développer une identité de genre féminine ; ce serait ainsi la meilleure façon pour minimiser les divergences futures entre la psyché et l'anatomie externe chez les nourrissons déterminés à être biologiquement hommes mais sans un pénis qui répond à des normes médicales (par exemple, extrophie cloacale), ainsi que dans les cas de traumatismes accidentels de la petite enfance comme l'affaire John/Joan.

### Années 1960
Les chirurgiens pédiatriques ont tenté et ont prétendu avoir réalisé avec succès des reconstructions d'organes génitaux pour nourrissons, en particulier l'agrandissement ou la construction de vagins. Les règles de recommandation pour le changement de sexe et la chirurgie, de la fin des années 1960 jusqu'aux années 1990, étaient à peu près[réf. nécessaire] :
- tout nourrisson XX, peu importe son état de virilisation, devrait être élevé comme une fille pour préserver les chances de fertilité future. Un grand clitoris en saillie devrait être réduit en taille avec une récession ou une réduction du nerf plutôt que par une simple amputation ;
- tout nourrisson non-virilisé XY devrait être élevé comme un garçon si le pénis peut s'étendre et qu'il est assez grand pour supporter la miction et l'insertion dans un vagin pour le coït (hétérosexuel). S'il est trop petit ou formé de façon atypique (par exemple l'extrophie cloacale (en)) pour ces fonctions, il était recommandé que le bébé soit assigné femme, que les gonades soient enlevées, qu'une ouverture vaginale soit chirurgicalement construite et que de l'œstrogène soit produite à la puberté ;
- un nourrisson avec chromosomes mixtes (par exemple dysgénésie gonadique mixte ou vrai hermaphrodisme) pourrait être élevé en fonction de l'apparence des organes génitaux et la taille du phallus ;
- le genre assigné est fixé à deux ans et la réassignation après cet âge ne devrait être tentée que sur demande du patient ;
- non-révélation de la condition intersexe aux individus sur qui le traitement d'assignation sexuelle a été fait[5],[16].

### Années 1990
Un certain nombre de facteurs ont conduit à des changements dans les critères de recommandation pour l'assignation et la chirurgie. Ces facteurs ont inclus :
- la révélation publique par les individus intersexes et les associations à propos de la fonction sexuelle ou de l'identité de genre non-congruente, et la critique de la chirurgie sur des nourrissons pour « raisons psychosociales » ;
- en 1997, l'histoire de David Reimer, mentionnée ci-dessus comme le cas John Money's John/Joan, a été rendue publique. C'était un garçon qui avait perdu son pénis à la suite d' une circoncision bâclée à 8 mois en 1966, puis a été réassigné fille à 18 mois avec une nouvelle intervention chirurgicale pour enlever ses testicules et commencer un traitement à base d’œstrogènes à l'âge de 12 ans. Bien que la réassignation de John Money ait été décrite comme un succès dans les années 1970, Reimer a continué à avoir une identité de genre masculine malgré la réassignation vers un sexe d'éducation féminin. À 15 ans, Reimer a revécu en tant qu'homme. À 38 ans, il se suicida[17],[18] ;
- Une importante proportion de nourrissons XY nés avec une exstrophie cloacale, et élevés en tant que femme pendant la petite enfance ont demandé une réassignation de genre en tant qu'homme à la fin de l'enfance et de l'adolescence.

### Années 2000
Les recommandations cliniques pour l'assignation ont changé :
- élever la majorité des nourrissons XX ayant des ovaires fonctionnels en tant que femme. La seule rare exception est dans le cas de nourrissons XX virilisés complets et sans ambiguïté avec HCS, qui sont élevés en tant qu'hommes avec chirurgie génitale différée ;
- élever la plupart des nourrissons XY ambigus en tant qu'hommes, à moins que les organes génitaux externes soient plus femmes qu'hommes, qu'une insensibilité aux androgènes soit présente et que les testicules soient absents ou non-fonctionnels. Élever en tant qu'homme tout nourrisson XY avec un micropénis évident. Élever en tant qu'homme tout nourrisson XY avec testicules fonctionnels et sensibilité normale aux androgènes, mais pénis atypiquement formé ou absent ;
- élever les nourrissons avec tissus gonadiques mixtes, vrai hermaphrodisme, ou autres anomalies chromosomiques comme le sexe le plus compatible avec les organes génitaux externes, puisque les gonades sont généralement non fonctionnelles ;
- l'identité de genre est fixée à 1-2 ans et la réassignation après cet âge ne doit être tentée que si elle est demandée par la personne.

Ces recommandations ne nécessitent pas explicitement d'interventions chirurgicales ou hormonales pour renforcer l'assignation sexuelle, mais cette prise en charge médicale persiste dans le monde entier. Elle est justifiée par le souci d'atténuation de la détresse parentale et l'idée de réduire le risque de stigmatisation : l'enfant se sentirait plus « normal », ce qui améliorerait les perspectives de mariage.

## Assignation dans le cas de nourrissons avec des traits intersexes, ou dans les cas de traumatismes
L'observation ou la reconnaissance du sexe d'un enfant peut être compliquée dans le cas des nourrissons ou enfants intersexes, et en cas de traumatisme précoce. Dans de tels cas, l'assignation sexuelle requiert généralement un traitement médical (opération chirurgicale de réparation d'hypospadias, opération du clitoris, amputation du clitoris, excision, retrait de gonades viables, retrait d'organes de reproduction internes ou externes) pour confirmer l'assignation, mais la légitimité de ces interventions est en partie contestée au nom du respect des droits humains.
L'intersexuation est un terme qui désigne, au sens large, la présence d'une ou plusieurs caractéristiques sexuelles atypiques parmi les éléments suivants : appareil génital, organes internes, tissus gonadiques, et chromosomes. Lorsque les organes génitaux externes semblent avoir des caractéristiques communs aux deux sexes, ils sont décrits comme ambigus.
Les cas de traumatismes incluent le cas John/Joan de David Reimer, dont le pénis avait été détruit lors de la circoncision, et où le sexologue John Money a déclaré que la réassignation d'homme vers femme à l'âge de 17 mois avait été un succès. Cependant, cette déclaration a été contredite plus tard : David Reimer, a été identifié comme homme. Par la suite, il publia son histoire pour décourager les réassignations sexuelles faisant fi du consentement de la personne concernée. Il se suicida à l'âge de 38 ans.
Selon Anne Fausto-Sterling, environ 1 nourrisson sur 500 présente suffisamment de divergence dans l'apparence des organes génitaux externes pour que l'assignation appropriée ne soit pas évidente. Des exemples sont un clitoris exceptionnellement proéminent chez une fille par ailleurs apparemment typique, une cryptorchidie complète ou un léger hypospadias chez un garçon par ailleurs apparemment typique. Dans la plupart de ces cas, un sexe est provisoirement assigné et des tests sont effectués pour confirmer le sexe apparent. Les tests standards dans cette situation peuvent inclure des ultrasons pelviens pour déterminer la présence d'un utérus, de testostérone ou un niveau de 17-hydroxyprogestérone ou un caryotype. Dans quelques cas, un endocrinologue pédiatrique est consulté pour confirmer la tentative de réassignation sexuelle. L'assignation prévue est généralement confirmée en quelques heures à quelques jours dans ces cas.
Dans les pays pratiquant à large échelle les mutilations sexuelles féminines, il est possible que le sexe assigné corresponde au genre dans lequel se reconnaît la personne, mais induise, outre les dommages habituels des excisions, des difficultés de développement irréversibles en cas de l'ablation des embryons testiculaires, lorsque le cariotype est masculin. 
Dans certains cas, le processus d'assignation est plus complexe. Il implique à la fois la détermination des aspects biologiques du sexe et le choix de la meilleure assignation sexuelle aux fins d'éducation de l'enfant. Environ 1 nourrisson sur 20 000 nait avec une ambiguïté suffisante pour que l'assignation nécessite de multiples tests et l'information des parents concernant la différenciation sexuelle. Dans certains de ces cas, l'enfant devra faire face à des difficultés physiques ou à la stigmatisation sociale quand il ou elle grandira, du fait de la binarité de la société. Se prononcer sur le sexe consiste à peser les avantages et les inconvénients d'une assignation plutôt qu'une autre. Se pose ainsi la question de la pertinence de l'obligation d'enregistrement du sexe.

## Critiques des opérations sur les personnes intersexes

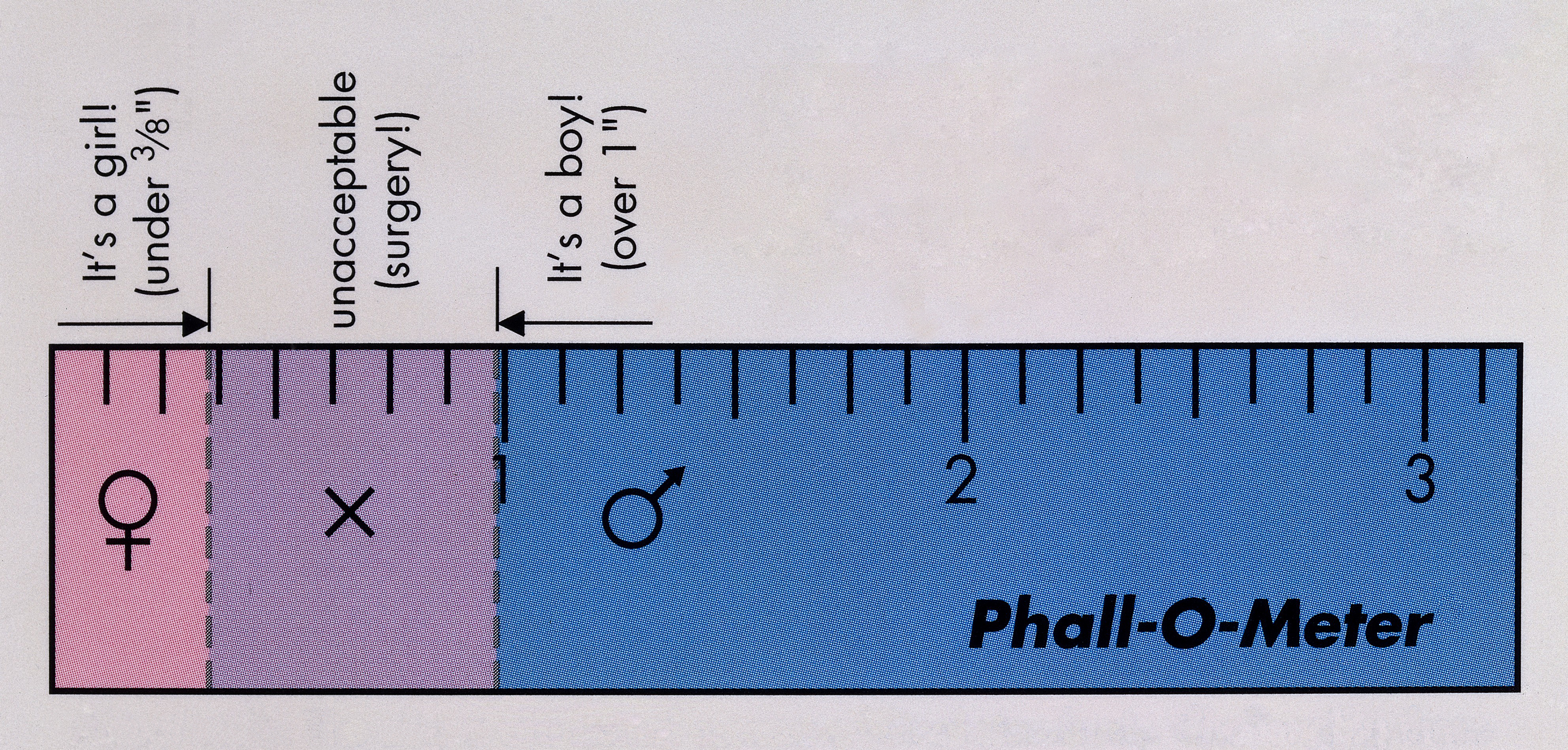
Le Phall-O-Mètre satirique de la Société Intersexe d’Amérique du Nord, mesurant la longueur (en pouces) du pénis/clitoris d'un nouveau-né : en dessous de 3/8 de pouce (9,5 mm), « c'est une fille », au dessus de 1 pouce (25,4 mm), « c'est un garçon », entre les deux « inacceptable ! (chirurgie) ».

Les controverses sur les aspects chirurgicaux de la gestion de l'intersexuation, ont souvent mis l'accent sur les indications pour la chirurgie et le moment opportun pour la réaliser. Toutefois, les associations défendant les droits des personnes intersexes et les droits humains ont critiqué les modèles médicaux car ils ne sont pas basés sur le consentement des personnes sur qui ces traitements médicaux irréversibles sont menés, les résultats pouvant être inappropriés ou insatisfaisants,. Anne Tamar-Mattis, par exemple, a déclaré que « le vrai choix n'est pas entre la chirurgie à réaliser maintenant ou plus tard, mais sur la chirurgie ou l'autonomie du patient ».
Cependant, alors que les interventions chirurgicales restent expérimentales, et la légitimité clinique dans la construction d'anatomies génitales « normales » n'a pas été confirmée, il n'existe pas encore de voies médicales crédibles autres que la chirurgie. Dans les années 2010, les modifications apportées à ces recommandations cliniques en cours ne traitent pas encore les questions des droits humains sur le consentement et le droit à l'identité de l'enfant, à la vie privée, à la liberté sur la torture et les traitements inhumains, et l'intégrité physique,,.
En 2011, Christiane Völling a remporté le premier cas de procès intenté contre un chirurgien pour une intervention chirurgicale non consentie. Le tribunal régional de Cologne, en Allemagne, lui a accordé 100 000 € de dommages et intérêts.
En 2015, le Conseil de l'Europe a reconnu, pour la première fois, le droit pour les personnes intersexes de ne pas subir de traitement de changement de sexe, de mettre en place des mises au point concernant la pathologisation des corps intersexes. En avril 2015, Malte est devenue le premier pays à reconnaître le droit à l'intégrité corporelle et l'autonomie physique, et à interdire les modifications non consensuelles des caractéristiques sexuelles. La loi a été largement saluée par les associations de la société civile,,,,.

## Réassignation sexuelle ou genrée
Le changement de sexe est un changement de rôle de genre ou d'identité. Cela peut se produire dans plusieurs types de circonstances :
- une réassignation précoce peut être réalisée pour corriger une erreur manifeste. L'exemple le plus courant est quand un nouveau-né est supposé être un garçon et qu'il est assigné en tant que tel, malgré des testicules absents. Si, à 1-4 semaines, on découvre par un dépistage néonatal ou par une enquête de cryptorchidie qu'il a des ovaires, un utérus, un caryotype XX, et une HCS, l'enfant est susceptible d'être réassigné comme femme. Lorsque la virilisation est complète et sans ambiguïté, la réassignation peut être refusée ou différée. Toute réassignation après le premier mois ou le deuxième n'est plus considérée comme une réassignation précoce ;
- il y a eu des cas où un nourrisson de sexe masculin a été réassigné femme quelques jours, semaines ou mois plus tard à cause d'un défaut de naissance irréparable des organes génitaux, ou de la perte du pénis dû à un traumatisme ou un autre accident. Ceci n'est plus[Depuis quand ?] recommandé par la plupart des experts étant donné les réassignations de ce genre qui ont échoué et qui sont devenues publiques dans les années 1990, comme celle de David Reimer ;
- il y a eu des cas où un enfant intersexe avait rejeté le genre dans lequel il avait été élevé, et qui s'identifiait au genre opposé ; il avait demandé une réassignation. Des exemples de ce type sont survenus chez les adolescents avec plusieurs formes de HCS et de déficience de l'alpha-5-reductase ;
- le type le plus commun de réassignation se produit quand une personne sans condition intersexe dont le genre diffère de celui assigné à sa naissance, et qu'elle demande la reconnaissance de son genre affirmé. Une telle personne est appelée transgenre. Une transition de genre, pouvant inclure ou non un traitement hormonal de substitution et/ou des chirurgies de réattribution sexuelle peuvent être effectués à l'âge adulte pour que leur identité de genre soit cohérente avec leur corps.

## Critiques politiques
Au début du XXe siècle, le principe de l'assignation sexuelle est contesté par ceux qui pensent que cette classification binaire est fausse, obsolète ou inutile, mais aussi par ceux qui pensent qu'elle va de soi.
Un rapport pour le ministère néerlandais de la sécurité et de justice stipule que « le genre semble de plus en plus perçu comme une caractéristique ressentie de l'identité, mais jusqu'à présent, il n'est pas considéré, ni protégé en tant que tel dans la réglementation de la vie privée ». Les lignes directrices du gouvernement australien affirment que « les ministères et les bureaux qui recueillent des informations sur le sexe et/ou le genre ne doivent pas les recueillir à moins qu'elles ne soient nécessaires, ou directement en lien avec une ou plusieurs fonctions ou activités du bureau ». Des voix s'élèvent pour demander l'abolition de la mention du sexe à l'état civil,.
En 2025, au début du deuxième mandat de Donald Trump, qui considère que « les deux sexes, masculin et féminin  [définis à la naissance] ne sont pas modifiables et sont ancrés dans une réalité fondamentale et incontestable », l'expression « assignation » fait partie d'une liste de termes associés à l’identité de genre interdits dans les publications des chercheurs du Centers for Disease Control (l’équivalent américain de Santé publique France) et « déconseillés » pour l’ensemble des acteurs publics des États-Unis ,.